# Chorizagrotis tegularis
Chorizagrotis tegularis là một loài bướm đêm trong họ Noctuidae.